# Liste des autoroutes urbaines en Espagne

## Albacete
| Autoroute | Nom                      | Villes               |
| --------- | ------------------------ | -------------------- |
| AB-20     | Périphérique de Albacete | Albacete A-31 - A-30 |

## Alicante
| Autoroute | Nom                                   | Villes                          |
| --------- | ------------------------------------- | ------------------------------- |
| A-70      | Rocade d'Alicante                     | Campello AP-7 - A-31            |
| A-77      | Pénétrante nord-ouest d'Alicante      | El Gantxo AP-7                  |
| A-78      | Voie rapide entre Crevillent et Elche | Elche EL-20 - Crevillente N-340 |
| A-79      | Voie rapide entre Alicante et Elche   | Elche EL-20 - Alicante A-31     |

## Almería
| Autoroute | Nom                          | Villes      |
| --------- | ---------------------------- | ----------- |
| AL-12     | Accès à l'Aéroport d'Alméria | Alméria     |
| AL-14     | Accès au port d'Alméria      | Alméria A-7 |

## Ávila
| Autoroute | Nom            | Villes |
| --------- | -------------- | ------ |
| A-51      | Rocade d'Avila | Avila  |

## Avilés
| Autoroute | Nom                     | Villes |
| --------- | ----------------------- | ------ |
| Al-81     | Pénétrante Est d'Avilès | Avilés |

## Badajoz
| Autoroute | Nom                       | Villes  |
| --------- | ------------------------- | ------- |
| BA-11     | Pénétrante sud de Badajoz | Badajoz |
| BA-20     | Périphérique de Badajoz   | Badajoz |
| BA-30     | Rocade sud de Badajoz     | Badajoz |

## Barcelone
| Autoroute | Nom                                           | Villes                                        |
| --------- | --------------------------------------------- | --------------------------------------------- |
| B-10      | Périphérique sud de Barcelone                 | Barcelone                                     |
| B-20      | Périphérique nord de Barcelone                | Barcelone                                     |
| B-21      | Second accès au Port de Barcelone             | Barcelone                                     |
| B-22      | Accès à l'Aéroport international de Barcelone | Barcelone C-32 - El Prat de Llobregat         |
| B-23      | Accès à l'ouest de Barcelone                  | Barcelone B-20 - Molins de Rei A-2 AP-2 AP-7  |
| B-24      | Pénétrante ouest de Barcelone                 | Barcelone A-2 - Ordal                         |
| B-30      | Voie express latérale de l'AP-7               | Rubí - Barberà del Vallès                     |
| B-40      | Grand contournement de Barcelone              | La Roca del Vallès AP-7 C-60 - Abrera A-2 A-7 |
| C-33      | Accès à l'est de Barcelone                    | Barcelone AP-7                                |

## Bilbao
| Autoroute | Nom                                           | Villes                                          |
| --------- | --------------------------------------------- | ----------------------------------------------- |
| N-637     | Rocade nord de Bilbao                         | Barakaldo A-8 - Erletxe AP-8                    |
| N-633     | Accès à l'aéroport international de Bilbao    | Derio BI-631 - Aéroport international de Bilbao |
| BI-644    | Accès au Port de Bilbao                       | Ortuella A-8 - Port de Bilbao                   |
| SuperSur  | Rocade Sud de l'aire métropolitaine de Bilbao | Bilbao                                          |

## Burgos
| Autoroute | Nom                      | Villes           |
| --------- | ------------------------ | ---------------- |
| BU-11     | Pénétrante Sud de Burgos | Burgos A-1 BU-30 |
| BU-30     | Rocade de Burgos         | Burgos           |

## Cáceres
| Autoroute   | Nom                         | Villes                |
| ----------- | --------------------------- | --------------------- |
| CC-11       | Pénétrante nord de Caceres  | Caceres A-66          |
| CC-211      | Pénétrante ouest de Caceres | Caceres A-66          |
| CC-23       | Pénétrante est de Caceres   | Caceres A-66          |
| Ronda Norte | Rocade Nord de Càceres      | Caceres CC-11 - CC-23 |

## Cadix
| Autoroute | Nom                                                   | Villes                                            |
| --------- | ----------------------------------------------------- | ------------------------------------------------- |
| CA-32     | Autovia entre El Puerto de Santa María et Puerto Real | El Puerto de Santa María CA-31 - Puerto Real AP-4 |
| CA-33     | Pénétrante Sud de Cadix depuis                        | San Fernando A-4 A-48                             |
| CA-34     | Antenne de Gibraltar                                  | San Roque A-7 - Gibraltar                         |
| CA-35     | Accès à Cadix                                         | Puerto Real AP-4                                  |

## Carthagène
| Autoroute | Nom                           | Villes                                        |
| --------- | ----------------------------- | --------------------------------------------- |
| CT-31     | Pénétrante Ouest de Cartagène | Canteras AP-7                                 |
| CT-32     | Pénétrante Est de Cartagène   | Los Beatos AP-7                               |
| CT-33     | Accès au Port de Cartagène    | Cartagène A-30 - Port de Cartagène            |
| CT-34     | Accès au Port d'Escombreras   | Los Jorqueros A-30 CT-32 - Port d'Escombreras |
| RM-36     | Rocade nord de Cartagène      | Cartagène                                     |

## Castellón
| Autoroute          | Nom                          | Villes                                          |
| ------------------ | ---------------------------- | ----------------------------------------------- |
| Ronda de Castellón | Périphérique de Castellón    | Castellón de la Plana                           |
| CV-17              | Accès au sud de Castellón    | CV-10 - Ronda de Castellón                      |
| CV-151             | Accès à l'ouest de Castellón | CV-10 - Ronda de Castellón                      |
| CS-22              | Accès au Port de Castellón   | Castellón de la Plana N-340 - Port de Castellón |
| CV-181             | Accès au Port de Castellón   | CV-10 - Port de Castellón                       |

## Cordoue
| Autoroute | Nom                               | Villes                                      |
| --------- | --------------------------------- | ------------------------------------------- |
| CO-31     | Pénétrante nord de Cordoue        | Torreblanca A-81 N-432                      |
| CO-32     | Accès sud à l'Aéroport de Cordoue | Puente Viejo A-4 A-45 - Aéroport de Cordoue |

## Cuenca
| Autoroute | Nom                        | Villes                     |
| --------- | -------------------------- | -------------------------- |
| CU-11     | Pénétrante Ouest de Cuenca | La Pedernala A-40 - Cuenca |

## El Puerto de Santa María
| Autoroute | Nom                                        | Villes                       |
| --------- | ------------------------------------------ | ---------------------------- |
| A-491     | Rocade nord d'El Puerto de Santa María     | El Puerto de Santa María     |
| CA-31     | Pénétrante nord d'El Puerto de Santa María | El Puerto de Santa María A-4 |

## Elche
| Autoroute | Nom                  | Villes |
| --------- | -------------------- | ------ |
| EL-20     | Périphérique d'Elche | Elche  |

## Ferrol
| Autoroute | Nom                                                         | Villes                        |
| --------- | ----------------------------------------------------------- | ----------------------------- |
| FE-11     | Pénétrante Est de Ferrol                                    | Ferrol AP-9F                  |
| FE-12     | Voie rapide de Freixeiro à Rio do Pozo                      | Freixeiro - Rio do Pozo       |
| FE-13     | Pénétrante nord de Ferrol depuis Catabois                   | Catabois AP-9F                |
| FE-14     | Pénétrante sud-est de Ferrol et connexion au Port de Ferrol | Ferrol AP-9F - Port de Ferrol |

## Gijón
| Autoroute | Nom                                    | Villes                |
| --------- | -------------------------------------- | --------------------- |
| GJ-10     | Périphérique de Gijon                  | Gijón                 |
| GJ-20     | Rocade ouest et accès au Port de Gijon | Gijón - Port de Gijon |
| GJ-81     | Accès à Gijón                          | Gijón A-8             |

## Grenade
| Autoroute                | Nom                              | Villes                            |
| ------------------------ | -------------------------------- | --------------------------------- |
| A-395                    | Rocade Sud de Grenade            | Grenade GR-30 - Sierra Nevada     |
| GR-12                    | Accès à l'Aéroport de Grenade    | Aéroport de Grenade-Jaen          |
| GR-30                    | Rocade ouest de Grenade          | Grenade A-44 A-92 - A-92G A-44    |
| GR-43                    | Pénétrante nord ouest de Grenade | Pinos Puente A-81 - Grenade GR-30 |
| Ronda Este Metropolitana | Rocade Est Métropolitaine        | Grenade A-92 - A-395              |

## Guadalaraja
| Autoroute | Nom                        | Villes          |
| --------- | -------------------------- | --------------- |
| CM-10     | Rocade Nord de Guadalaraja | Guadalaraja A-2 |

## Huelva
| Autoroute | Nom              | Villes      |
| --------- | ---------------- | ----------- |
| H-30      | Rocade de Huelva | Huelva H-31 |
| H-31      | Accès à Huelva   | Huelva A-49 |

## Ibiza
| Autoroute | Nom            | Villes |
| --------- | -------------- | ------ |
| E-20      | Rocade d'Ibiza | Ibiza  |

## Jaén
| Autoroute | Nom                     | Villes          |
| --------- | ----------------------- | --------------- |
| J-12      | Pénétrante nord de Jaén | Jaen A-136 A-44 |
| J-14      | Pénétrante Est de Jaén  | Jaen A-44       |

## La Corogne
| Autoroute | Nom                          | Villes                           |
| --------- | ---------------------------- | -------------------------------- |
| AC-10     | Connexion Est-Ouest          | La Corogne AG-55 - AC-11 - AC-12 |
| AC-11     | Avenue Alfonso Molina        | La Corogne AP-9                  |
| AC-12     | Avenue del Pasaje            | La Corogne - Port de La Corogne  |
| AC-14     | Pénétrante sud de La Corogne | La Corogne A-6                   |

## Lérida/Lleida
| Autoroute | Nom                      | Villes      |
| --------- | ------------------------ | ----------- |
| LL-11     | Pénétrante Est de LLeida | Lleida A-2  |
| LL-12     | Pénétrante Sud de Lleida | Lleida AP-2 |

## León
| Autoroute | Nom                      | Villes                       |
| --------- | ------------------------ | ---------------------------- |
| LE-12     | Connexion LE-20 et LE-30 | Leon LE-20 LE-30             |
| LE-20     | Périphérique de Léon     | Leon                         |
| LE-30     | Rocade Sud               | Leon A-66 AP-66 AP-71 - A-60 |

## Logroño
| Autoroute | Nom                   | Villes        |
| --------- | --------------------- | ------------- |
| LO-20     | Rocade sud de Logroño | Logroño A-12  |
| A-13      | Rocade Est de Logroño | Logroño LO-20 |

## Lugo
| Autoroute | Nom                    | Villes   |
| --------- | ---------------------- | -------- |
| LU-11     | Pénétrante Sud de Lugo | Lugo A-6 |

## Madrid
| Autoroute | Nom                                                | Villes                                                               |
| --------- | -------------------------------------------------- | -------------------------------------------------------------------- |
| M-11      | Accès à l'Aéroport de Madrid-Barajas               | Madrid M-30 - Aéroport de Madrid-Barajas M-11 Terminaux T1, T2 et T3 |
| M-12      | Autoroute de l'axe de l'Aéroport de Madrid-Barajas | Madrid M-40 - A-1 Terminal 4                                         |
| M-13      | Accès à l'Aéroport de Madrid-Barajas               | Madrid M-12 Terminaux T1, T2 et T3                                   |
| M-14      | Accès à l'Aéroport de Madrid-Barajas               | Madrid A-2 M-40 Terminaux T1, T2 et T3                               |
| M-21      | Doublement de l'Autoroute du Nord-Est              | Madrid M-40 - M-50                                                   |
| M-22      | Accès au Port Sec de Madrid                        | Aéroport de Madrid - Coslada                                         |
| M-23      | Prolongation de la R3                              | Madrid M-30 - M-40 R-3                                               |
| M-30      | Périphérique de Madrid                             | Madrid                                                               |
| M-31      | Autoroute axe sud-est                              | Madrid M-30 M-45 M-50                                                |
| M-40      | 2e Périphérique de Madrid                          | Madrid                                                               |
| M-45      | Rocade sud-est de Madrid                           | Madrid M-40 - M-50                                                   |
| M-50      | 3e Périphérique de Madrid                          | Madrid                                                               |
| M-60      | 4e Périphérique de Madrid                          | Madrid                                                               |
| R-1       | Autoroute Radiale Madrid-Nord                      | Madrid M-12 - El Molar A-1                                           |
| R-2       | Autoroute Radiale Madrid-Nord-est                  | Madrid M-40 - Guadalajara A-2                                        |
| R-3       | Autoroute Radiale Madrid-Est                       | Madrid - Arganda del Rey                                             |
| R-4       | Autoroute Radiale Madrid-Sud                       | Madrid M-50 - Ocaña A-4 AP-36                                        |
| R-5       | Autoroute Radiale Madrid-Ouest                     | Madrid M-40 - Navalcarnero A-5                                       |

## Malaga
| Autoroute | Nom                              | Villes             |
| --------- | -------------------------------- | ------------------ |
| MA-20     | Rocade ouest de Malaga           | Malaga A-7         |
| MA-21     | Autovia de Malaga à Torremolinos | Malaga A-7         |
| MA-22     | Accès au Port de Malaga          | Malaga MA-20 MA-21 |
| MA-23     | Accès à l'Aéroport de Malaga     | Malaga MA-21 A-7   |
| MA-24     | Pénétrante Est de Malaga         | Malaga A-7         |
| MA-40     | Contournement Ouest de Malaga    | Malaga A-7 AP-46   |

## Mataró
| Autoroute | Nom                        | Villes      |
| --------- | -------------------------- | ----------- |
| C-31D     | Pénétrante Ouest de Mataró | Mataró C-32 |

## Mérida
| Autoroute | Nom                       | Villes          |
| --------- | ------------------------- | --------------- |
| ME-11     | Pénétrante nord de Mérida | Mérida A-5 A-66 |

## Motril
| Autoroute | Nom                               | Villes          |
| --------- | --------------------------------- | --------------- |
| GR-14     | Accès à l'ouest du Port de Motril | Motril A-7 A-44 |
| GR-16     | Accès à l'est du Port de Motril   | Motril A-7 A-44 |

## Murcie
| Autoroute     | Nom                                              | Villes                             |
| ------------- | ------------------------------------------------ | ---------------------------------- |
| MU-30         | Rocade sud de l'agglomération de Murcie          | Alcantarilla A-7 - Santomera AP-37 |
| MU-31         | Connexion au sud-ouest de Murcie                 | Murcie MU-30 - A-30                |
| RM-30         | Rocade est de l'agglomération de Murcie          | Murcie MU-30 AP-37 - A-7           |
| Arco Norte    | Contournement nord de l'agglomération de Murcie  | Murcie A-7                         |
| Arco Noroeste | Contournement ouest de l'agglomération de Murcie | Murcie A-30 - Alcantarilla A-7     |

## Oviedo
| Autoroute | Nom                       | Villes           |
| --------- | ------------------------- | ---------------- |
| O-11      | Pénétrante Est à Oviedo   | Oviedo A-66      |
| O-12      | Pénétrante Sud à Oviedo   | Oviedo A-63 A-66 |
| O-13      | Pénétrante Ouest à Oviedo | Oviedo A-63      |
| A-66O     | Pénétrante Nord à Oviedo  | Oviedo A-66      |

## Ourense
| Autoroute | Nom                       | Villes       |
| --------- | ------------------------- | ------------ |
| OU-11     | Accès au centre d'Ourense | Ourense A-52 |
| OU-20     | Pénétrante nord d'Ourense | Ourense A-56 |

## Palencia
| Autoroute | Nom                        | Villes             |
| --------- | -------------------------- | ------------------ |
| P-11      | Pénétrante Sud de Palencia | Palencia A-62 A-67 |

## Palma de Majorque
| Autoroute | Nom                                                | Villes            |
| --------- | -------------------------------------------------- | ----------------- |
| Ma-20     | Rocade de Palma de Majorque                        | Palma de Majorque |
| Ma-30     | Rocade Est de l'agglomération de Palma de Majorque | Palma de Majorque |

## Pampelune
| Autoroute | Nom                                                                      | Villes              |
| --------- | ------------------------------------------------------------------------ | ------------------- |
| PA-30     | Rocade de Pampelune                                                      | Pampelune           |
| PA-31     | Pénétrante Sud de Pampelune et connexion à l'Aéroport de Pampelune-Noain | Pampelune A-15 A-21 |
| PA-32     | Pénétrante Sud-ouest de Pampelune                                        | Pampelune A-12      |
| PA-33     | Pénétrante Est de Pampelune                                              | Pampelune PA-30     |
| PA-34     | Pénétrante nord de Pampelune                                             | Pampelune AP-15     |

## Pontevedra
| Autoroute | Nom                            | Villes                      |
| --------- | ------------------------------ | --------------------------- |
| PO-10     | Rocade Sud de Pontevedra       | Pontevedra                  |
| PO-11     | Accès au Port de Pontevedra    | Pontevedra AP-9 PO-10 PO-12 |
| PO-12     | Pénétrante ouest de Pontevedra | Pontevedra AP-9 PO-10 PO-11 |

## Puertollano
| Autoroute | Nom                              | Villes                |
| --------- | -------------------------------- | --------------------- |
| PT-10     | Pénétrante nord de Puertollano   | Puertollano A-41      |
| PT-11     | Rocade nord-ouest de Puertollano | Puertollano A-41 A-43 |

## Saint-Jacques-de-Compostelle
| Autoroute | Nom                                                | Villes                                        |
| --------- | -------------------------------------------------- | --------------------------------------------- |
| SC-11     | Pénétrante Sud de Saint-Jacques-de-Compostelle     | Saint-Jacques-de-Compostelle AP-9             |
| SC-12     | Pénétrante Sud de Saint-Jacques-de-Compostelle     | Saint-Jacques-de-Compostelle AP-9 AP-53       |
| SC-14     | Accès à l'Aéroport de Saint-Jacques-de-Compostelle | Aéroport de Saint-Jacques-de-Compostelle A-54 |
| SC-20     | Rocade de Saint-Jacques-de-Compostelle             | Saint-Jacques-de-Compostelle                  |

## Salamanque
| Autoroute | Nom                           | Villes               |
| --------- | ----------------------------- | -------------------- |
| SA-11     | Pénétrante nord de Salamanque | Salamanque A-62 A-66 |
| SA-20     | Rocade sud de Salamanque      | Salamanque A-62 A-50 |

## Santa Cruz de Tenerife
| Autoroute | Nom                                       | Villes                                |
| --------- | ----------------------------------------- | ------------------------------------- |
| TF-2      | Connexion Nord-Sud                        | La Laguna TF-5 - Añaza TF-1           |
| TF-4      | Pénétrante sud de Santa Cruz de Tenerife  | TF-1 - Port de Santa Cruz de Tenerife |
| TF-11     | Pénétrante nord de Santa Cruz de Tenerife | San Andrés                            |

## Santander
| Autoroute | Nom                            | Villes                    |
| --------- | ------------------------------ | ------------------------- |
| S-10      | Pénétrante Est de Santander    | Solares A-8               |
| S-20      | Pénétrante Ouest de Santander  | Santa Cruz de Bezana A-67 |
| S-30      | Rocade de la Baie de Santander | S-20 - S-10               |

## Saragosse
| Autoroute | Nom                           | Villes                     |
| --------- | ----------------------------- | -------------------------- |
| Z-30      | Périphérique de Saragosse     |                            |
| Z-32      | Pénétrante ouest de Saragosse | Casetas A-68 - Utebo AP-68 |
| Z-40      | Rocade de Saragosse           |                            |

## Ségovie
| Autoroute | Nom               | Villes        |
| --------- | ----------------- | ------------- |
| SG-20     | Rocade de Segovie | AP-61 - A-601 |

## Séville
| Autoroute | Nom                        | Villes                                     |
| --------- | -------------------------- | ------------------------------------------ |
| SE-20     | Rocade Nord de Séville     | La Cartuja SE-30 - Aéroport de Séville A-4 |
| SE-30     | Périphérique de Séville    |                                            |
| SE-40     | 2e Périphérique de Séville |                                            |
| A-8002    | Pénétrante nord de Séville |                                            |
| A-8028    | Connexion sud-est          | Séville SE-30 - A-92                       |

## Soria
| Autoroute | Nom             | Villes |
| --------- | --------------- | ------ |
| SO-20     | Rocade de Soria | Soria  |

## Tarragone
| Autoroute | Nom                                               | Villes                            |
| --------- | ------------------------------------------------- | --------------------------------- |
| T-11      | Autovia de Reus à Tarragone et rocade sud de Reus | Tarragone - Reus                  |
| T-721     | Accès au Port de Tarragone                        | Tarragone A-7 - Port de Tarragone |

## Tolède
| Autoroute | Nom                                           | Villes       |
| --------- | --------------------------------------------- | ------------ |
| TO-20     | Rocade de Tolède                              | Tolède       |
| TO-21     | Pénétrante ouest de Tolède                    | Tolède A-40  |
| TO-22     | Accès à Tolède                                | Tolède AP-41 |
| TO-23     | Pénétrante Est de Tolède                      | Tolède A-40  |
| TO-30     | Rocade sud-ouest de l'agglomération de Tolède | Tolède       |

## Torrelavega
| Autoroute | Nom                            | Villes               |
| --------- | ------------------------------ | -------------------- |
| TR-10     | Pénétrante nord de Torrelavega | Torrelavega A-8 A-67 |

## Valence
| Autoroute | Nom                           | Villes                   |
| --------- | ----------------------------- | ------------------------ |
| V-11      | Accès à l'Aéroport de Valence | Valence V-30 - A-3       |
| V-15      | Pénétrante sud de Valence     | Valence V-30 - El Saler  |
| V-21      | Pénétrante nord de Valence    | Valence - Puçol A-7 V-23 |
| V-23      | Accès au Port de Sagonte      | Sagonte A-7 A-23         |
| V-30      | Périphérique de Valence       | Valence                  |
| V-31      | Pénétrante sud de Valence     | Valence - Silla A-7 AP-7 |
| CV-30     | Rocade nord de Valence        | Valence V-30             |
| CV-31     | Accès à l'est de Valence      | Valence CV-35            |

## Valladolid
| Autoroute | Nom                          | Villes           |
| --------- | ---------------------------- | ---------------- |
| VA-11     | Pénétrante Est de Valladolid | Valladolid A-11  |
| VA-12     | Pénétrante sud de Valladolid | Valladolid N-601 |
| VA-20     | Périphérique de Valladolid   | Valladolid A-62  |
| V-30      | Rocade de Valladolid         | Valladolid A-62  |

## Vigo
| Autoroute | Nom                               | Villes            |
| --------- | --------------------------------- | ----------------- |
| VG-20     | Rocade sud de Vigo                | Vigo AP-9 AG-57   |
| VG-30     | Rocade de l'agglomération de Vigo | Vigo A-57 - AG-57 |
| AP-9V     | Pénétrante nord de Vigo           | Vigo AP-9         |

## Vitoria-Gasteiz
| Autoroute | Nom                       | Villes              |
| --------- | ------------------------- | ------------------- |
| N-102     | Pénétrante Est de Vitoria | Vitoria-Gasteiz A-1 |

## Zamora
| Autoroute | Nom                       | Villes      |
| --------- | ------------------------- | ----------- |
| ZA-11     | Pénétrante nord de Zamora | Zamora A-66 |
| ZA-12     | Pénétrante Est de Zamora  | Zamora A-11 |
| ZA-13     | Pénétrante sud de Zamora  | Zamora A-66 |
| ZA-20     | Rocade de Zamora          | Zamora A-66 |